# Perepelkin (Mondkrater)
Perepelkin ist ein Einschlagkrater auf der Mondrückseite.
Der Krater liegt etwa 10° südlich des Äquators, nördlich des großen Kraters Tsiolkovskiy. In unmittelbarer Nähe befinden sich Love im Norden, Lane im Osten und Danjon im Westen.
Der Krater ist stark erodiert und entsprechend alt, seine Entstehungszeit wird der pränektarischen Periode zugerechnet.

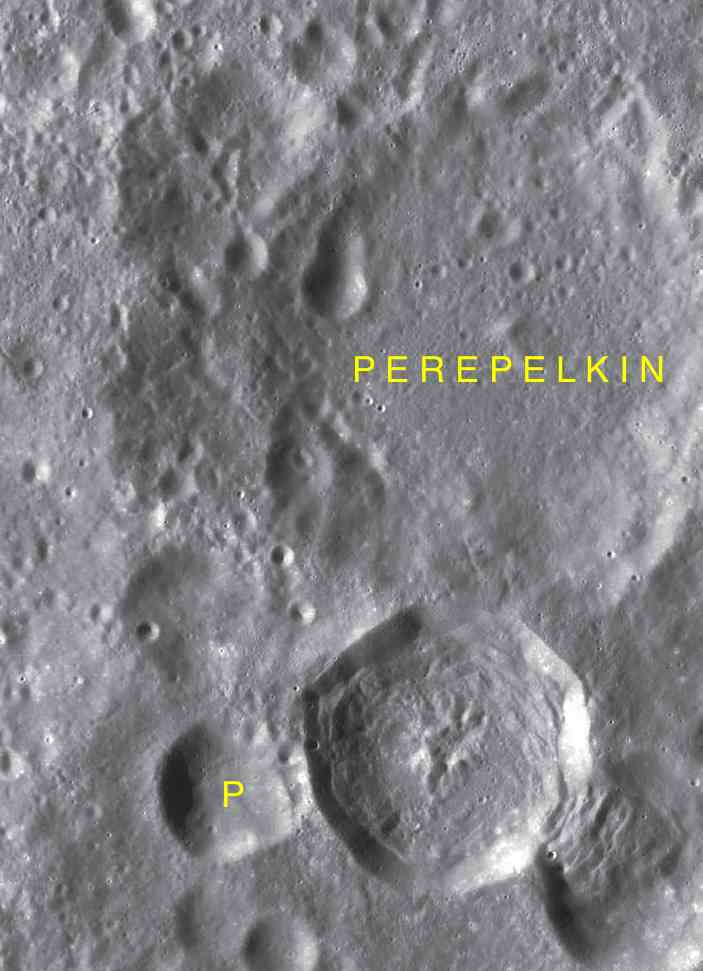
Perepelkin mit seinem Nebenkrater

Perepelkin hat einen mit P bezeichneten Nebenkrater:
| Buchstabe | Position            | Durchmesser | Link |
| --------- | ------------------- | ----------- | ---- |
| P         | 12,41° S, 127,29° O | 23 km       |      |

Der Krater wurde 1970 von der IAU offiziell nach dem sowjetischen Astronomen Jewgeni Jakowlewitsch Perepjolkin benannt.